# PFKタルペダ・ミンスク
PFKタルペダ・ミンスク（ベラルーシ語: ПФК Тарпеда Мінск, 英語: PFC Tarpeda Minsk）は、ベラルーシのミンスクをホームタウンとするサッカークラブである。ロシア語表記ではPFKトルペド・ミンスク (Профессиональный футбольный клуб Торпедо Минск)。

## 歴史
1947年にミンスク自動車工場の労働者によって創設された。クラブカラーは黒と白。最初の1947年に白ロシア・ソビエト社会主義共和国 (БССР) のリーグ戦とカップ戦で優勝、1992年までБССРのトップディビジョンに所属した。1947年と1962年、1966年、1967年、1969年にリーグ優勝、1947年と1962年、1968年にカップ優勝を果たした。
ベラルーシ独立後は1992年にベラルーシ・プレミアリーグに所属した。
2000年にベラルーシ・カップで準優勝した。
2019シーズンはプレミアリーグに所属していたが、2019年8月6日に財政問題によりプレミアリーグから撤退することが発表された。残りの試合結果はすべて0-3として処理された。